# Вудсия эльбская
Вудсия эльбская (лат. Woodsia ilvensis) — многолетний папоротник, вид рода Вудсия семейства Вудсиевые (Woodsiaceae).

## Ботаническое описание

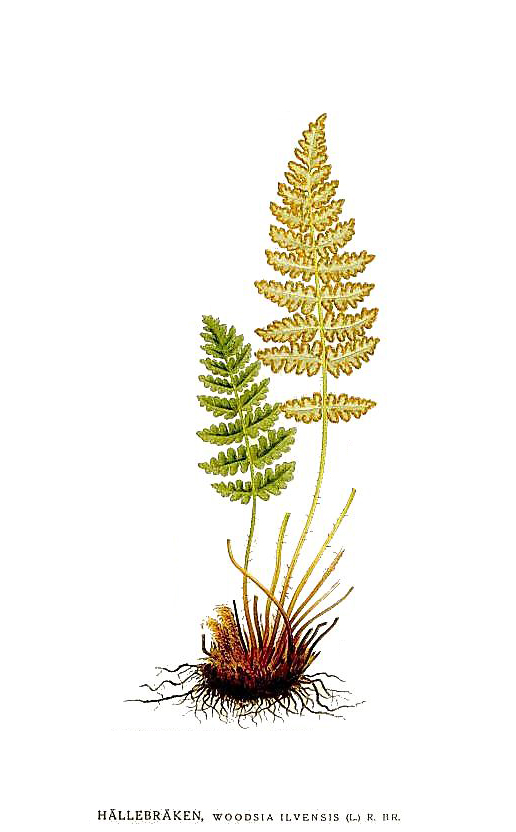
Ботаническая иллюстрация

Многолетнее травянистое растение высотой до 10-20 см с восходящим ветвистым корневищем и остатками листовых черешков. Нижняя часть стебля длиной 1,5-11 см чёрная, густо покрыта ланцетовидными чешуйками, а верхняя часть — блестящая красновато-коричневая, чешуйки шиловидные. Стебель плода короче или максимум такой же длины, как и лопасть плода. Лопасть листа зелёная, серо-зеленая или коричневато-зелёная, удлинённо-ланцетная в очертании, перистая, покрытая многочисленными изогнутыми волосками. С каждой стороны лопасть имеет от 7 до 20 листочков; они короткочерешковые, обычно все в 1,5-2 раза длиннее ширины и перисто-рассечённые. Как нижняя сторона, так и остистые отростки густо покрыты бледными чешуйками и волосками. Сегменты листочков яйцевидные, округлые и слегка пильчатые.
Сорусы обычно расположены близко к краю и со временем сливаются. Индузии бахромчатые и щелевидные.
Споры созревают в июле-августе.
Число хромосом 2n = 78, реже 82.

## Распространение и экология
Циркумполярный ареал — Северная Европа, в Европе рассеян от Альп и низких горных хребтов до Карпат и Кавказа. Также произрастает в Сибири, Средней Азии, Северной Америке и Гренландии.
В Центральной Европе произрастает в расщелинах скал на сухих, открытых или слегка затенённых, малоизвестковых, но богатых основаниями силикатных породах и скалистых осыпях. Это характерный вид Woodsio-Asplenietum из ассоциации Androsacion vandellii, но также встречается в сообществах ассоциаций Androsacion alpinae или Galeopsion. Охраняемый вид в Германии.
В Швейцарии значения экологических показателей согласно Ландольту: индекс влажности F = 3w (умеренно влажный, но умеренно изменчивый), индекс освещенности L = 4 (яркий), индекс реакции R = 2 (кислый), индекс температуры T = 2+ (субальпийский и верхний горный), индекс питательности N = 2 (бедный питательными веществами), индекс континентальности K = 3 (от субокеанического до субконтинентального).

## Таксономия
Впервые вид был научно описан в 1753 году под названием (базионим) Acrostichum ilvense Карлом Линнеем в Species Plantarum. Новая комбинация Woodsia ilvensis (L.) R.Br. была опубликована в 1810 году Робертом Броуном в Prodromus Florae Novae Hollandiae. Родовое название Woodsia дано в честь английского архитектора и ботаника Джозефа Вудса (1776—1864). Видовой эпитет ilvensis происходит от латинского Ilva — Эльба; использование основано на путанице, так как этот вид папоротника не встречается на Эльбе.